# Chriaszczowka
Chriaszczowka (ros. Хрящёвка) – wieś (sieło) w Rosji, w obwodzie samarskim, w rejonie stawropolskim. W 2010 liczyła 3191 mieszkańców.